# Acanthodactylus gongrorhynchatus
Acanthodactylus gongrorhynchatus (саудівська гребнепала ящірка) — вид ящірок родини ящіркових (Lacertidae). Мешкає на Аравійському півострові.

## Поширення і екологія
Саудівські гребнепалі ящірки відомі з кількох місцевостей, розташованих на сході Саудівської Аравії та в ОАЕ. Вони живуть в піщаних пустелях, на висоті до 300 м над рівнем моря. Відкладають яйця.